# Osiedle Przy Młynie
Przy Młynie – południowe osiedle Redy położone na obszarze pomiędzy ulicami Obwodową i Gdańską (w ciągu drogi krajowej nr 6). Połączenie z innymi miejscowościami aglomeracji trójmiejskiej umożliwiają autobusy wejherowskiej i gdyńskiej komunikacji miejskiej jak również pobliski przystanek trójmiejskiej SKM Reda. Osiedle jest rozbudowywane (główny inwestor to firma Semeko).